# Região de Governo de Araraquara

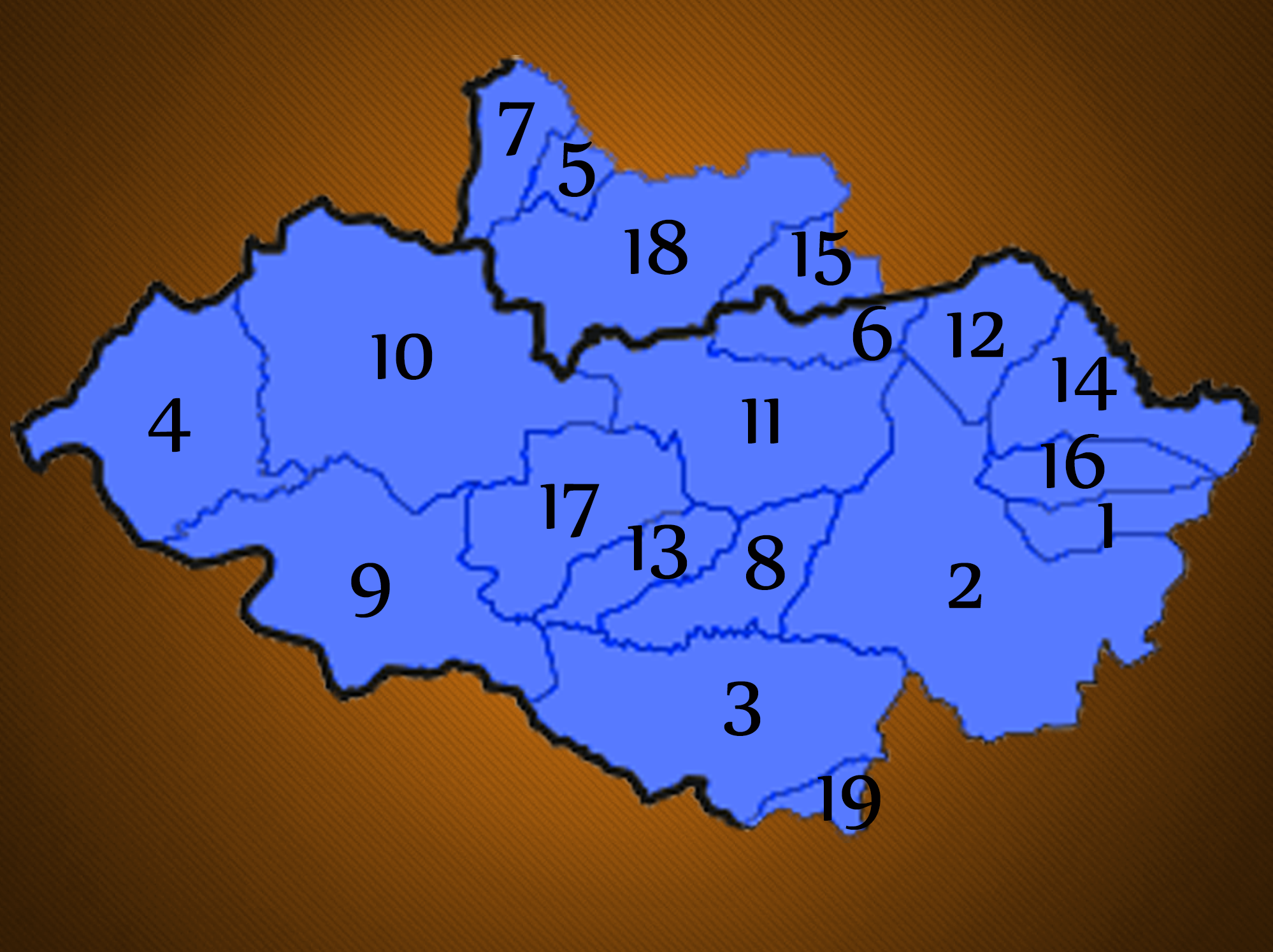
Mapa detalhado da Região de Governo

Mapa do Estado com Região de Governo (em verde claro)

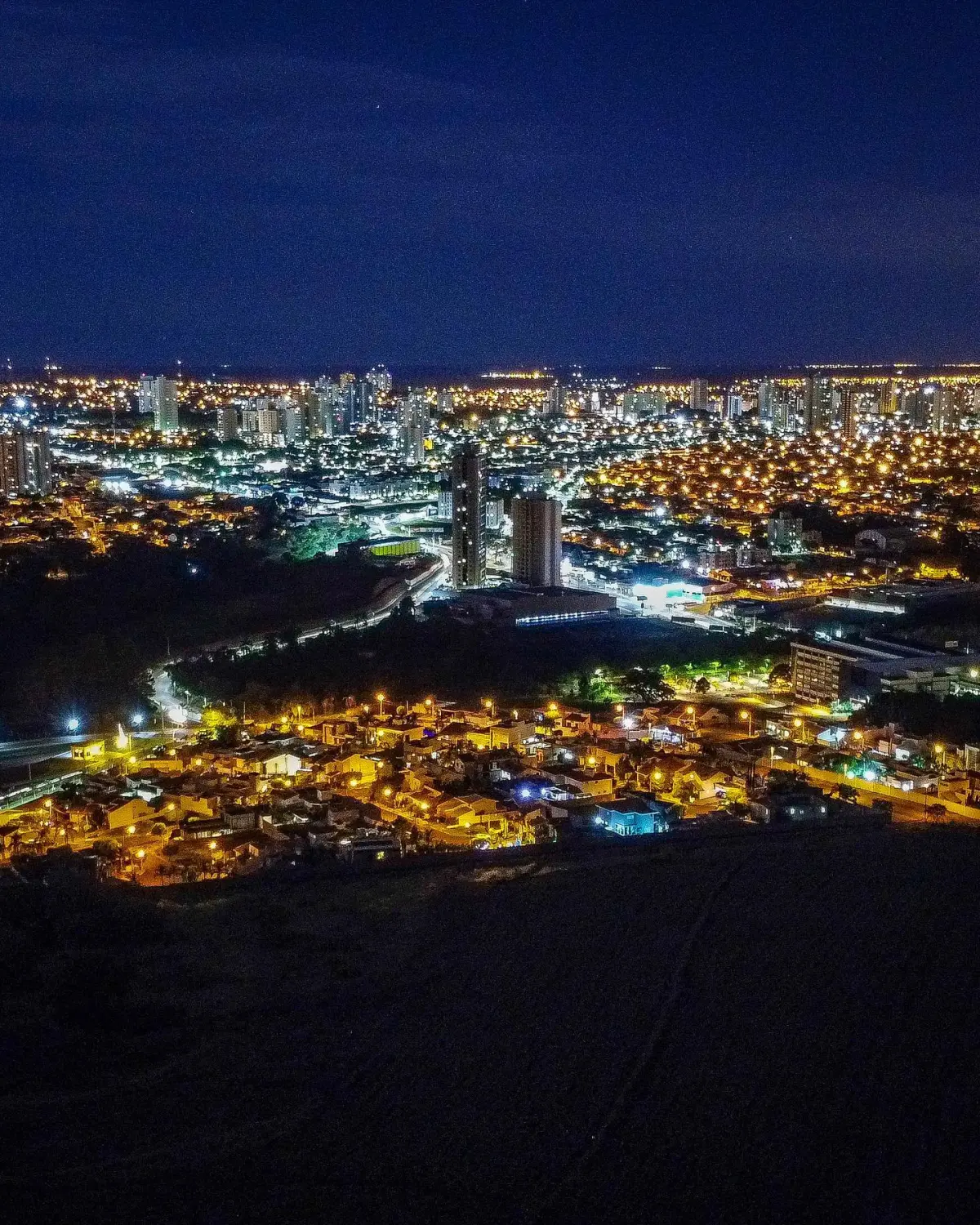
Vista Noturna de Araraquara

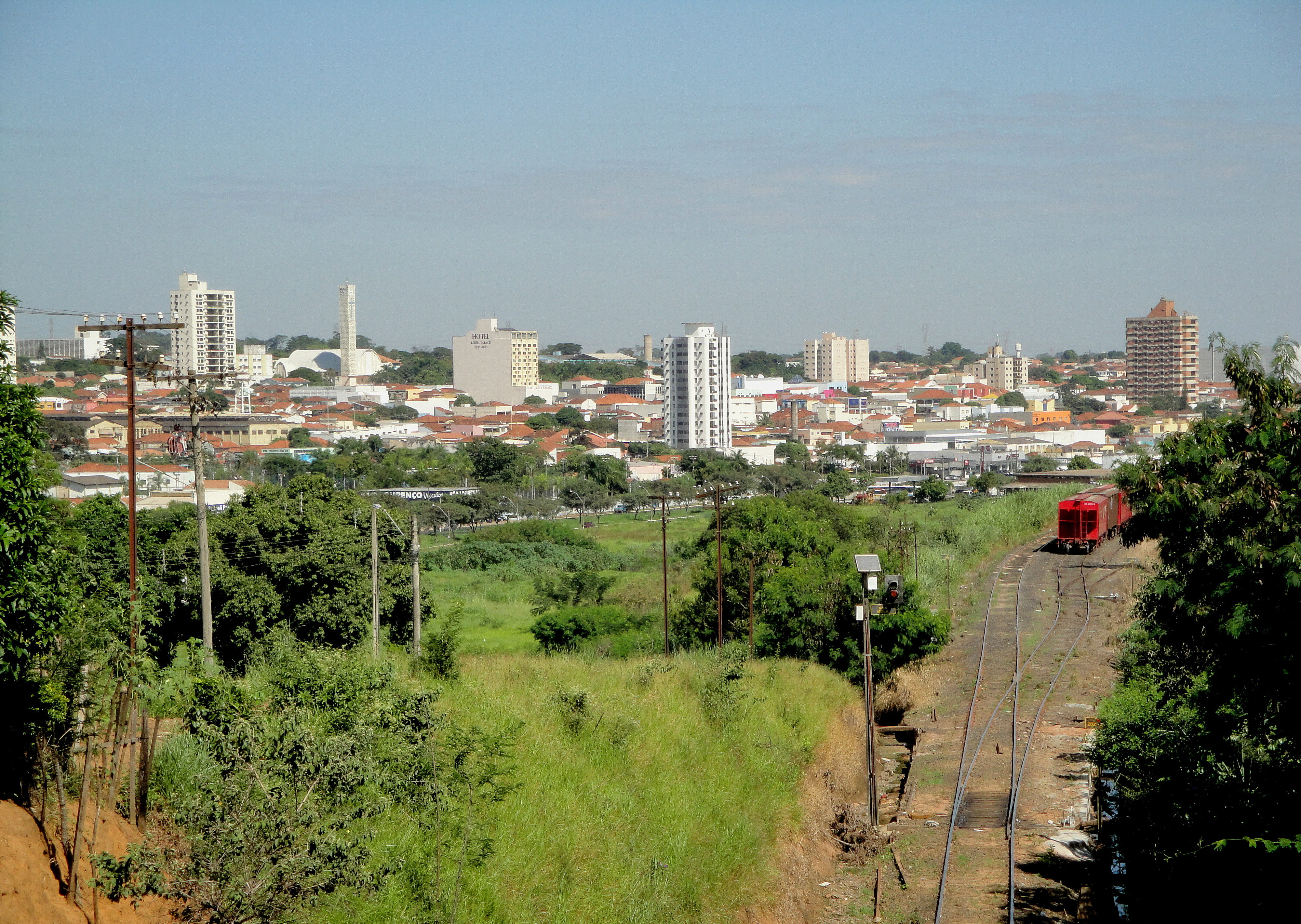
Vista parcial de Matão, através do Pontilhão do Jardim do Bosque

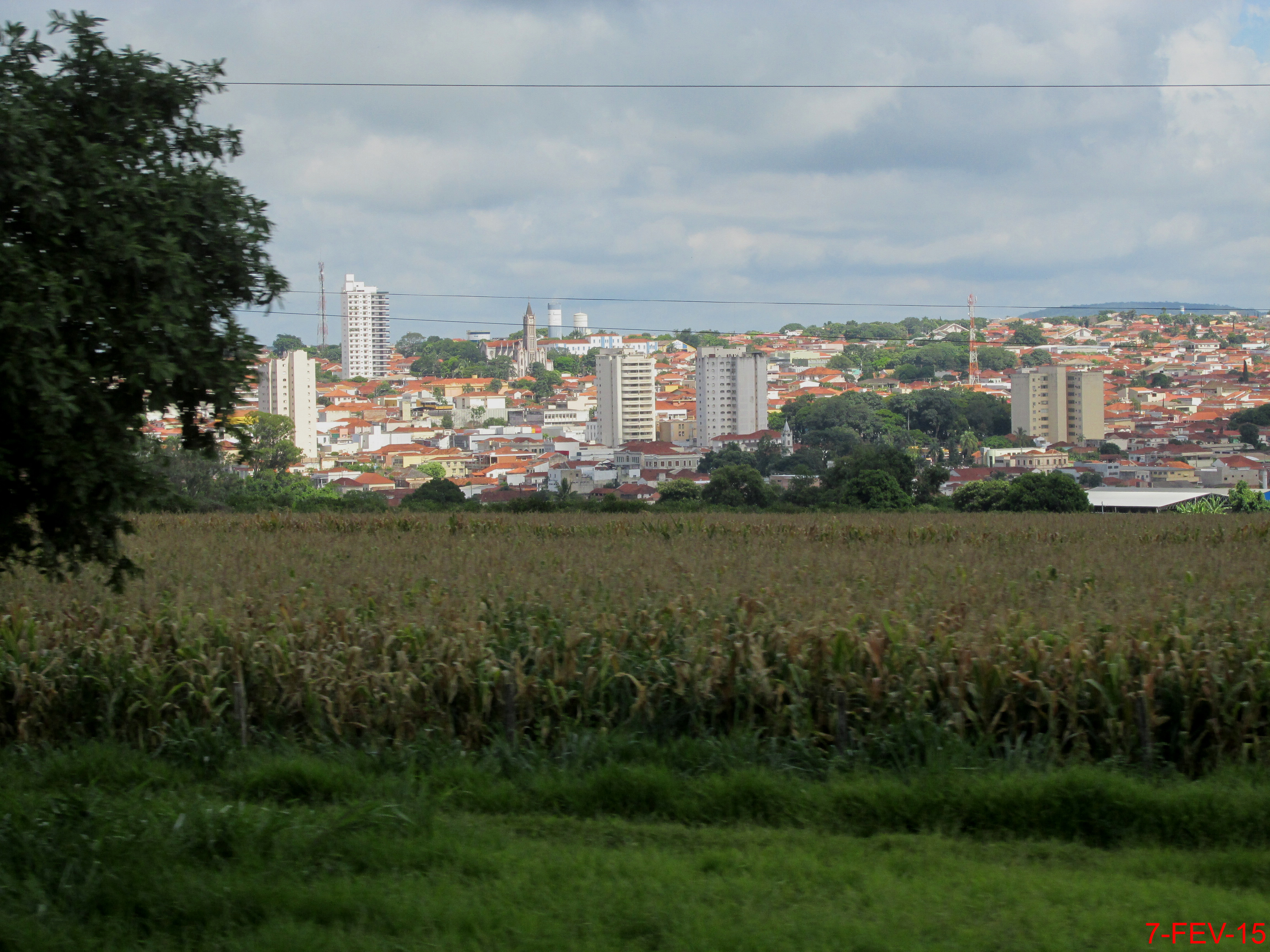
Vista Parcial de Taquaritinga

A Região de Governo de Araraquara é uma das 42 regiões de governo do estado brasileiro de São Paulo, pertencente à Região Administrativa Central. É formada por quinze municípios da microrregião de Araraquara junto com o município de Cândido Rodrigues, Fernando Prestes, Santa Ernestina e Taquaritinga. As maiores cidades são: Araraquara com 250.304 habitantes e Matão com 77.149 habitantes.

## Municípios e população IBGE 2022
Municípios e sua população de acordo com prévia IBGE 2022.
| #  | Cod. Munic | Cidade               | População |
| 1  | 01707      | Américo Brasiliense  | 31.996    |
| 2  | 03208      | Araraquara           | 250.304   |
| 3  | 06706      | Boa Esperança do Sul | 12.722    |
| 4  | 07407      | Borborema            | 13.366    |
| 5  | 10104      | Cândido Rodrigues    | 2.907     |
| 6  | 14007      | Dobrada              | 8.765     |
| 7  | 15608      | Fernando Prestes     | 5.925     |
| 8  | 16853      | Gavião Peixoto       | 4.688     |
| 9  | 19600      | Ibitinga             | 59.371    |
| 10 | 22703      | Itápolis             | 39.533    |
| 11 | 29302      | Matão                | 77.149    |
| 12 | 32058      | Motuca               | 4.034     |
| 13 | 32900      | Nova Europa          | 9.638     |
| 14 | 43709      | Rincão               | 8.731     |
| 15 | 46504      | Santa Ernestina      | 6.123     |
| 16 | 46900      | Santa Lúcia          | 7.004     |
| 17 | 52700      | Tabatinga            | 14.585    |
| 18 | 53708      | Taquaritinga         | 51.833    |
| 19 | 54755      | Trabiju              | 1.729     |

## Shopping centers
- Shopping Jaraguá - Araraquara
- Shopping Lupo - Araraquara
- Cidade do Bordado Shopping - Ibitinga

## Hospitais regionais
A região conta com um Hospital Estadual, na cidade de Américo Brasiliense.

## Aeroportos
- Aeroporto de Araraquara (asfaltado)
- Aeroporto de Matão (não asfaltado)
- Aeroporto de Itápolis (asfaltado)
- Aeroporto de Ibitinga (asfaltado)

## Faculdades
- UNESP - Araraquara
- IFSP - Araraquara
- FATEC - Araraquara
- UNIARA - Araraquara
- UNIP - Araraquara
- Faculdades Logatti - Araraquara
- IFSP - Matão
- FATEC - Matão
- Anhanguera - Matão
- UNIARA - Matão
- IMMES - Matão
- FATEC - Taquaritinga
- ITES - Taquaritinga

## Porto Seco
- Terminal Intermodal Ferroviário de Araraquara e Américo Brasiliense[3]

## Terminais Rodoviários
- Terminal Rodoviário de Araraquara
- Terminal Rodoviário de Ibitinga
- Terminal Rodoviário de Itápolis
- Terminal Rodoviário de Matão
- Terminal Rodoviário de Taquaritinga